# Lunataspis
Lunataspis – rodzaj staroraka, najstarszy znany przedstawiciel ostrogonów, należący do grupy przodków dzisiejszych Limulidae. Pierwszy formalny opis tego zwierzęcia pochodzi z pracy Davida Rudkina, Grahama Younga i Godfreya Nolana. Powstał dzięki skamieniałościom z północnej Manitoby z Kanady. Publikacja ukazała się w 2005. Osady, wśród których znaleziono szczątki, datuje się na ordowik późny, mogą mieć około 445 milionów lat.